# 戴维·多伊奇
戴维·埃利埃塞爾·多伊奇（英語：David Elieser Deutsch，/dɔɪtʃ/，1953年5月18日—）是一位英国物理学家，牛津大学教授，量子计算领域的开创者，主要科普作品有《无穷的开始：世界进步的本源》（The Beginning of Infinity: Explanations that Transform the World）、《真实世界的脉络：平行宇宙及其寓意》（The Fabric of Reality: The Science of Parallel Universes—and Its Implications）等。